# Rosa myriadena
Rosa myriadena är en rosväxtart som beskrevs av Edward Lee Greene. Rosa myriadena ingår i släktet rosor, och familjen rosväxter. Inga underarter finns listade i Catalogue of Life.